# Stroomversterkingsfactor
Onder de stroomversterkingsfactor van een bipolaire transistor wordt meestal verstaan de verhouding tussen collectorstroom en basisstroom als volgt:
{\displaystyle \beta ={\frac {I_{\rm {c}}}{I_{\rm {b}}}}}
Dit alles bij constante Vce.
Voor de meeste kleine transistors is de stroomversterkingsfactor 100 tot 500. Voor vermogenstransistoren is deze ongeveer tien keer zo klein.